# Premiany
Premiany (biał. Прамяны; ros. Промяны) – wieś na Białorusi, w obwodzie witebskim, w rejonie szarkowszczyńskim, w sielsowiecie Hermanowicze.
Dawniej używana nazwa – Przemiany.

## Historia
W czasach zaborów ówczesny folwark prywatny w powiecie dzisieńskim, w guberni wileńskiej Imperium Rosyjskiego.
W latach 1921–1945 kolonia, następnie kolonia leżała w Polsce, w województwie wileńskim, w powiecie dziśnieńskim, w gminie Hermanowicze.
Według Powszechnego Spisu Ludności z 1921 roku zamieszkiwało tu 133 osoby, 57 były wyznania rzymskokatolickiego, 24 prawosławnego a 52 staroobrzędowego. Jednocześnie 34 mieszkańców zadeklarowało polską a 99 białoruską przynależność narodową. Było tu 21 budynków mieszkalnych. W 1931 w 23 domach zamieszkiwało 136 osób.
Wierni należeli do parafii rzymskokatolickiej w Hermanowiczach i prawosławnej w Ihumenowie. Miejscowość podlegała pod Sąd Grodzki w Łużkach i Okręgowy w Wilnie; właściwy urząd pocztowy mieścił się w Hermanowiczach.
W wyniku napaści ZSRR na Polskę we wrześniu 1939 miejscowość znalazła się pod okupacją sowiecką. 2 listopada została włączona do Białoruskiej SRR. Od czerwca 1941 roku pod okupacją niemiecką. W 1944 miejscowość została ponownie zajęta przez wojska sowieckie i włączona do Białoruskiej SRR.
Od 1991 w składzie niepodległej Białorusi.